# 국민정부 군사위원회 조사통계국
국민정부 군사위원회 조사통계국(중국어 정체자: 國民政府軍事委員會調查統計局, 간체자: 国民政府军事委员会调查统计局, 병음: Guómín zhèngfǔ Jūnshìwěiyuánhuì Diàochátǒngjìjú)는 대륙 시기 중화민국의 군사 정보기관으로 약칭인 군통(중국어 정체자: 軍統, 간체자: 军统, 병음: Jūntǒng 쥔퉁[*])으로 알려져 있다. 중화민국의 안보와 방위 수호를 목표로 첩보와 방첩 활동을 담당했으며 이 기관이 존재했던 대부분의 기간 동안 다이리가 국장을 맡았다. 1946년 중화민국 최고 군사 기관인 국민정부 군사위원회가 폐지된 후 그 해 8월 조사통계국도 따라 해체되어 국방부 산하의 국방부 보밀국(중국어 정체자: 國防部保密局, 간체자: 国防部保密局)으로 개편되었다.

## 같이 보기
- 다이리
- 군사정보국